# Becky Dyroen-Lancer
Rebekah Dyroen-Lancer –conocida como Becky Dyroen-Lancer– (San José, 19 de febrero de 1971) es una deportista estadounidense que compitió en natación sincronizada.
Participó en los Juegos Olímpicos de Atlanta 1996, obteniendo una medalla de oro en la prueba de equipo. Ganó cuatro medallas de oro en el Campeonato Mundial de Natación, en los años 1991 y 1994.

## Palmarés internacional
| Juegos Olímpicos   | Juegos Olímpicos         | Juegos Olímpicos | Juegos Olímpicos |
| Año                | Lugar                    | Medalla          | Prueba           |
| ------------------ | ------------------------ | ---------------- | ---------------- |
| 1996               | Atlanta (Estados Unidos) | Medalla de oro   | Equipo           |
| Campeonato Mundial |                          |                  |                  |
| Año                | Lugar                    | Medalla          | Prueba           |
| 1991               | Perth (Australia)        | Medalla de oro   | Equipo           |
| 1994               | Roma (Italia)            | Medalla de oro   | Solo             |
| 1994               | Roma (Italia)            | Medalla de oro   | Dúo              |
| 1994               | Roma (Italia)            | Medalla de oro   | Equipo           |